# الوقاد
الوقاد (بالألمانية: Der Heizer) قصة قصيرة ألمانية من تأليف الكاتب التشيكي فرانز كافكا (1883–1924)، في البداية كتب كافكا هذه القصة القصيرة لتكون الفصل الأول من روايته غير المكتملة «أمريكا» (Amerika)، إلا أنه نشر القصة منفصلة عن باقي الرواية في 1913، ولم يظهر باقي الرواية إلا في 1927 بعد وفاة كافكا.

## وصلات خارجية
| - الوقاد، على ويكي مصدر الألمانية. - الوقاد، على كتب جوجل. - الوقاد، على موقع أمازون. - الوقاد، على الفهرس العالمي. | - الوقاد، على AbeBooks. - الوقاد، على مكتبة جامعة هارفارد. - الوقاد، على مشروع جوتنبرج. - الوقاد، على جود ريدز. |  |